# Lukas Macher
Lukas Macher (* 13. März 2002) ist ein österreichischer Fußballspieler.

## Karriere
Macher begann seine Karriere beim SV Fohnsdorf. Zur Saison 2016/17 wechselte er in die Akademie der Kapfenberger SV. Im April 2019 gab er sein Debüt für die Drittmannschaft der KSV, ASC Rapid Kapfenberg, in der sechstklassigen Unterliga.
Im Juni 2020 debütierte er, ohne zuvor für die zweite Mannschaft gespielt zu haben, für die Profis der Steirer in der 2. Liga, als er am 24. Spieltag der Saison 2019/20 gegen den SKU Amstetten in der 81. Minute für Alexander Steinlechner eingewechselt wurde. Insgesamt kam er zu 14 Zweitligaeinsätzen, ehe er die KSV nach der Saison 2022/23 verließ.
Zur Saison 2023/24 wechselte er dann zum viertklassigen SC Bruck/Mur.